# Blair (Nebraska)

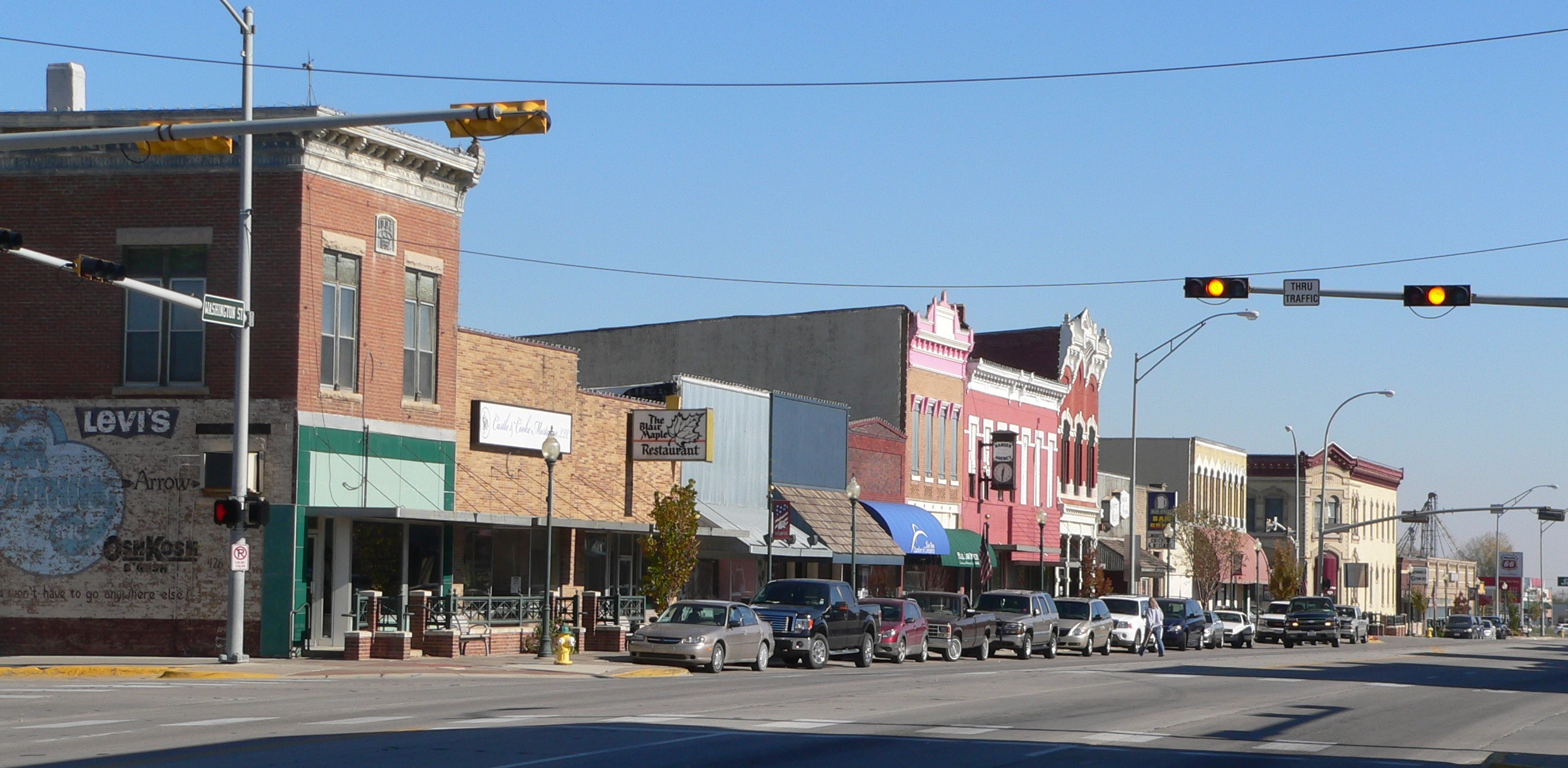
Washington Street.

Blair – miasto i siedziba hrabstwa Washington, w stanie Nebraska, w Stanach Zjednoczonych. Według spisu w 2010 roku liczyło 7990 mieszkańców.